# یوزف هاسمان
یوزف هاسمان (آلمانی: Josef Hassmann؛ ۲۱ مهٔ ۱۹۱۰ – ۱ سپتامبر ۱۹۶۹) یک بازیکن فوتبال اهل اتریش بود.
وی همچنین در تیم ملی فوتبال اتریش بازی کرده است.